# منتخب روسيا البيضاء لكرة القدم الشاطئية
منتخب روسيا البيضاء الوطني لكرة القدم الشاطئية هو ممثل الرسمي في المنافسات الدولية في كرة القدم، وكرة قدم شاطئية ، يديريه اتحاد روسيا البيضاء لكرة القدم.